# Julius von Lautz
Julius von Lautz (* 4. November 1903 in Erstein, Reichsland Elsaß-Lothringen; † 13. August 1980 in Saarbrücken) war ein deutscher CDU-Politiker.

## Leben
Julius von Lautz wurde als Sohn von Wilhelm Ludwig von Lautz und Maria Franziska von Lautz geb. Kraemer geboren. Er hatte den Bruder Oskar von Lautz.
Er wuchs im Saarland auf und studierte nach dem Abitur an der Ruprecht-Karls-Universität Heidelberg und der Georg-August-Universität Göttingen Rechtswissenschaft. 1921 trat er dem Corps Guestphalia Heidelberg bei. Nach dem Vorbereitungsdienst legte er 1929 das Zweite juristische Staatsexamen ab. Er wechselte in den Verwaltungsdienst und wurde zum Regierungsassessor ernannt. Zum 1. Mai 1933 trat er der Nationalsozialistische Deutsche Arbeiterpartei bei (Mitgliedsnummer 2.344.874). Von Lautz war von Mai 1934 bis Februar 1935 Referent bei der Staatspolizeileitstelle Trier (Gestapo), zu deren Aufgaben die Beobachtung der politischen Entwicklung im damals noch nicht dem Deutschen Reich eingegliederten Saargebiet gehörte. Anschließend wurde er ins Reichswirtschaftsministerium nach Berlin versetzt, wo er es zum Oberregierungsrat brachte. Im Zweiten Weltkrieg meldete er sich 1943 freiwillig zur Wehrmacht. Nachdem er aus der Kriegsgefangenschaft zurückgekehrt war, war er 1946 bis 1950 in der Landwirtschaft beschäftigt und trat 1950 in den Verwaltungsdienst des Saarlandes ein und brachte es bis zur Stellung eines Oberverwaltungsgerichtsrates.
Früh schloss sich von Lautz der CDU Saar an, die – wie er selbst – die Rückkehr des Saargebietes nach Deutschland anstrebte. Nach der Volksabstimmung am 23. Oktober 1955 wurde er Abgeordneter im dritten Landtag des Saarlandes. 1957 berief ihn Egon Reinert als Innenminister ins Kabinett. Er amtierte als Innenminister bis zum 21. Januar 1959. 1959 wurde er dann Präsident des Saarländischen Landtages. Unter Franz-Josef Röder wurde er im Jahr 1961 Justizminister. Dieses Amt hatte er bis 1968 inne. Am 27. November 1973 legte er sein Landtagsmandat nieder.

## Ehrungen
Am 12. April 1967 wurde Julius von Lautz mit dem Großen Bundesverdienstkreuz mit Stern und Schulterband ausgezeichnet. Das Corps Frankonia-Prag zu Saarbrücken verlieh ihm 1972 das Band. Am 10. Juli 1975 wurde ihm der Saarländische Verdienstorden verliehen. Nach seinem Tod wurde 1986 ein Gedenkstein für ihn in Medelsheim aufgestellt. In Blieskastel wurde die Julius-von-Lautz-Straße nach ihm benannt.